# 交響曲第3番 (ショスタコーヴィチ)
交響曲第3番 変ホ長調『メーデー』（ロシア語：Первомайская）作品20は、ドミートリイ・ショスタコーヴィチが1929年に作曲した交響曲である。

## 概要
交響曲第2番に続いて単一楽章の作品だが、大きく5つの部分に分けることができる（後述）。最終部にはセミョーン・キルサノフ作詞による合唱がある。内容、演奏形態から見れば、交響曲第2番の姉妹版であるが、委嘱作品であった前作と違い、ショスタコーヴィチ自身の意思で作曲を始めたこと、メーデーの祝祭的雰囲気を表現するため、労働歌など親しみ易い旋律を引用する一方で前作に顕著であった前衛さは影を潜めるなど、相違が見られる。
ショスタコーヴィチはこの作品について、「私は全世界のプロレタリアートが連帯するこの祝日の雰囲気を伝え、ソヴィエト連邦の平和なる建設を表現せんとした。闘争や熱意、それと『継続の精神』などが、1つの赤い糸となってこの作品に表されている」と述べている。
西側諸国では、社会主義を賛美する歌詞やその表題により、プロパガンダ音楽であるとして敬遠されたため、かつてはショスタコーヴィチの交響曲の中でも、第2番と同様にきわめて演奏頻度が低かった。現在は第2番は比較的演奏回数が増えつつあるが、第3番は比較的演奏頻度が少ないままである。

## 初演
1930年の1月21日にレニングラードのゴーリキー文化宮殿にて、指揮アレクサンドル・ガウク、レニングラード・フィルハーモニー交響楽団によって演奏された。

## 楽器編成
- 木管楽器
  - ピッコロ1、フルート2、オーボエ2、クラリネット2、ファゴット2
- 金管楽器
  - ホルン4、トランペット2、トロンボーン3、チューバ1
- 打楽器
  - ティンパニ、小太鼓、シンバル、トライアングル、大太鼓、タムタム、グロッケン
- 弦楽器
  - 第1ヴァイオリン、第2ヴァイオリン、ヴィオラ、チェロ、コントラバス
- コーラス

## 曲の構成
この曲は単一楽章であるが、前述の通り5つの部分に大きく分けることが出来ると言える。演奏時間は約30分。
1. Allegretto：序奏
2. piu mosso-Allegro：主部
3. Andante
4. Allegro-Largo
5. Moderato：合唱 「最初のメーデーの日に」

いずれも4分の4拍子。